# Football League (Grecia)
La Football League (in greco: Ελληνική Φούτμπολ Λιγκ), conosciuta fino al 2010 come Beta Ethniki (in greco: Β΄ Εθνική), è stata la seconda (fino al 2018-2019) e successivamente terza divisione del campionato greco di calcio.
Inizialmente strutturata in maniera puramente interregionale, fu disputata per la prima volta in modo più nazionale nella stagione 1962-1963, con una formula che prevedeva 4 gironi le cui vincitrici disputavano un gruppo finale per la promozione.
Il campionato continuò ad essere diviso in gironi, il cui numero generalmente variava da due a quattro, fino al 1983, quando viene istituito il girone unico. Nel 2010 il torneo fu ribattezzato con il nome attuale e, prima della stagione 2013-2014, fu nuovamente suddiviso in due gironi, per poi tornare al girone unico nel 2015-2016.

## Storia
Un campionato di Beta Ethniki venne disputato per la prima volta nella stagione 1953-1954, come torneo in più gironi che raccoglieva le vincitrici dei campionati regionali. Dal 1959-1960 non fu più puramente onorifico ma fornì promosse per l'Alpha Ethniki a girone unico. Le squadre erano comunque sempre diverse anno per anno. Dal 1962-1963 il torneo, non più legato ai campionati regionali, divenne il campionato cadetto del calcio greco, alle spalle dell'Alfa Ethniki. Era suddiviso in quattro gironi, le cui vincitrici disputavano un girone finale per assegnare due promozioni in massima serie. Questa formula rimase invariata sino al 1969, anche se nel 1965-1966 e 1966-1967 i gironi vennero ridotti a tre e, nel 1967-1968 e 1968-1969, a due. Sempre dal 1967-1968 non fu più giocato il girone finale e il campionato non produsse più un unico vincitore. I gironi tornarono ad essere tre nel 1969-1970, ma nel 1975-1976 vennero nuovamente ridotti a due. Infine, nel 1983-1984, la Beta Ethniki divenne un torneo a girone unico.
Solo dalla stagione 2013-2014 il campionato, ridenominato nel frattempo Football League (il 3 agosto 2010 ne fu dato l'annuncio ufficiale), tornò alla suddivisione in due gironi (Νότιος όμιλος, gruppo sud, e Βόρειος όμιλος, gruppo nord) ciascuno formato da 14 club, per un totale di 28 formazioni.
Dal 2019, in seguito alla creazione della Souper Ligka Ellada 2, il campionato viene declassato a terza divisione.
Dopo la stagione 2020-2021, è stata soppressa a causa della fusione con la Souper Ligka Ellada 2.

## Formula
Il campionato si svolge a girone unico, con due promozioni e quattro retrocessioni.

## Squadre
Organico 2020-2021.
| Squadra           | Città       | Stadio                           | Capacità |
| ----------------- | ----------- | -------------------------------- | -------- |
| AEP Kozani        | Kozani      | Stadio municipale di Kozani      | 4,000    |
| Almopos Aridea    | Aridaia     | Stadio municipale di Aridea      |          |
| Apollon Pontus    | Tessalonica | Stadio Kalamaria                 | 6,500    |
| Aspropyrgos       | Aspropyrgos | Stadio municipale di Aspropyrgos | 2,000    |
| Asteras Vlachioti | Elos        | Stadio municipale di Vlachioti   | 600      |
| Egaleo            | Aigai       | Stadio Stavros Mavrothalassitis  | 8,217    |
| Episkopi          | Lappa       | Stadio Gallos                    | 1,500    |
| Ialysos           | Ialiso      | Stadio municipale di Economideio | 2,000    |
| Kalamata          | Calamata    | Stadio municipale di Calamata    | 5,613    |
| Kallithea         | Kallithea   | Stadio Grigoris Lambrakis        | 4,200    |
| Kavala            | Kavala      | Stadio Anthi Karagianni          | 10,550   |
| Niki Volos        | Volo        | Stadio Panthessaliko             | 22,700   |
| Olympiacos Volos  | Volo        | Stadio municipale di Volo        | 2,500    |
| Panserraikos      | Serres      | Stadio municipale di Serres      | 9,500    |
| Pierikos          | Katerini    | Stadio municipale di Katerini    | 4,995    |
| Rodos             | Rodi        | Stadio Diagoras                  | 3,693    |
| Santorini 2020    | Santorini   | Stadio Kamari                    | 1,500    |
| Thesprotos        | Igoumenitsa | Stadio municipale di Igoumenitsa | 3,500    |
| Triglia           | Triglia     | Stadio municipale di Triglia     | 5,000    |
| Veria             | Veria       | Stadio di Veria                  | 7,000    |